# Fernando José de França Dias Van Dúnem

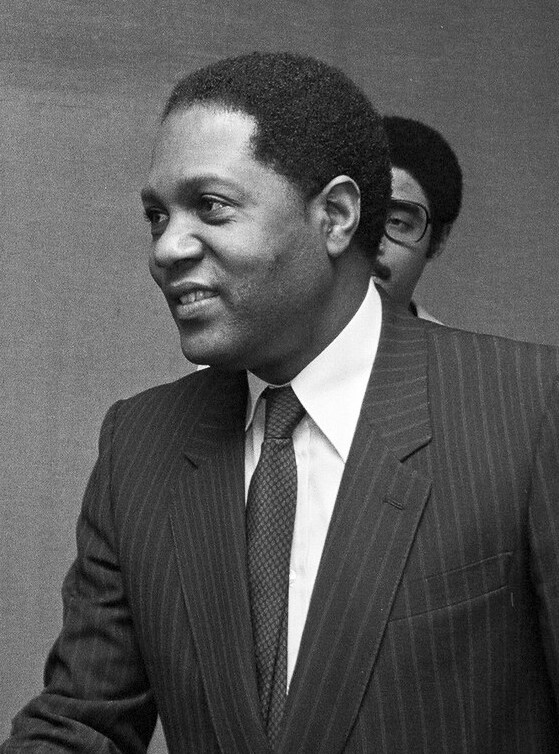
Van Dúnem, 1980

Fernando José de França Dias Van Dúnem (* 24. August 1934 in Luanda, Angola; † 12. Juni 2024 in Lissabon) war ein angolanischer Hochschullehrer, Diplomat und Politiker der Movimento Popular de Libertação de Angola (MPLA), der unter anderem zwischen 1991 und 1992 sowie erneut von 1996 bis 2002 Premierminister Angolas war.

## Leben
Fernando José de França Dias Van Dúnem absolvierte ein Studium der Rechtswissenschaften und erwarb einen Doktor im Fach Öffentliches Recht an der Universität Aix-en-Provence. Danach war er unter anderem zwischen 1964 und 1965 Wissenschaftlicher Assistent an der Universität Utrecht tätig und nahm 1969 den Ruf auf eine Professur an der Juristischen Fakultät der Universität von Burundi in Bujumbura an, wo er bis 1971 lehrte. Im Anschluss war er zwischen 1972 und 1978 Ständiger Vertreter der Organisation für Afrikanische Einheit (OAU) bei den Vereinten Nationen in Genf. 1979 wurde er Botschafter in Belgien und verblieb dort bis 1982. Zugleich war er zwischen 1979 und 1982 als Botschafter in den Niederlanden sowie als Ständiger Vertreter bei den Europäischen Gemeinschaften (EG) akkreditiert. Im Anschluss folgte zwischen 1982 und 1985 eine Verwendung als Botschafter in Portugal. Während dieser Zeit war er auch als Botschafter in Spanien akkreditiert.
Nach seiner Rückkehr nach Angola, das am 11. November 1975 seine Unabhängigkeit von Portugal erhalten hatte, fungierte Fernando Van Dúnem zwischen 1985 und 1986 zunächst als Vize-Außenminister (Vice–Ministro da Relações Exteriores). 1986 wurde er Justizminister (Ministro da Justiça) in der Regierung von Staatspräsident von Angola José Eduardo dos Santos und bekleidete dieses Ministeramt bis 1990. Im Zuge einer Kabinettsumbildung wurde er 1990 Planungsminister (Ministro do Plano) und übte dieses Amt bis 1991 aus. Nachdem am 19. Juli 1991 das Amt des Premierministers (Primeiro Ministro da República de Angola) wieder geschaffen wurde, übernahm er dieses Amt bis zu seiner Ablösung durch Marcolino Moco am 2. Dezember 1992. Er selbst wurde daraufhin Präsident der Nationalversammlung (Assembleia Nacional).
Nach der Entlassung von Marcolino Moco wurde Van Dúnem am 3. Juni 1996 von Staatspräsident dos Santos zum zweiten Mal zum Premierminister ernannt. Er verblieb in dieser Funktion bis zur erneuten Abschaffung des Amtes des Premierministers am 29. Januar 1999. Auf der ersten Sitzung des Panafrikanischen Parlaments am 18. März 2004 wurde er dessen Erster Vizepräsident und hatte diese Funktion bis 2009 inne. Er war ferner Professor an der Juristischen Fakultät der Katholischen Universität von Angola und wurde bei den Wahlen am 5. September 2008, 31. August 2012 sowie am 23. August 2017 wieder zum Mitglied der Nationalversammlung gewählt. Ab dem 28. September 2017 war er Mitglied der 1. Parlamentskommission (1ª Comissão: Assuntos Constitucionais e Jurídicos), die für Verfassungsangelegenheiten und Recht zuständig ist.
Er starb am 12. Juni 2024 im Alter von 89 Jahren in Lissabon.